# RO HO EN

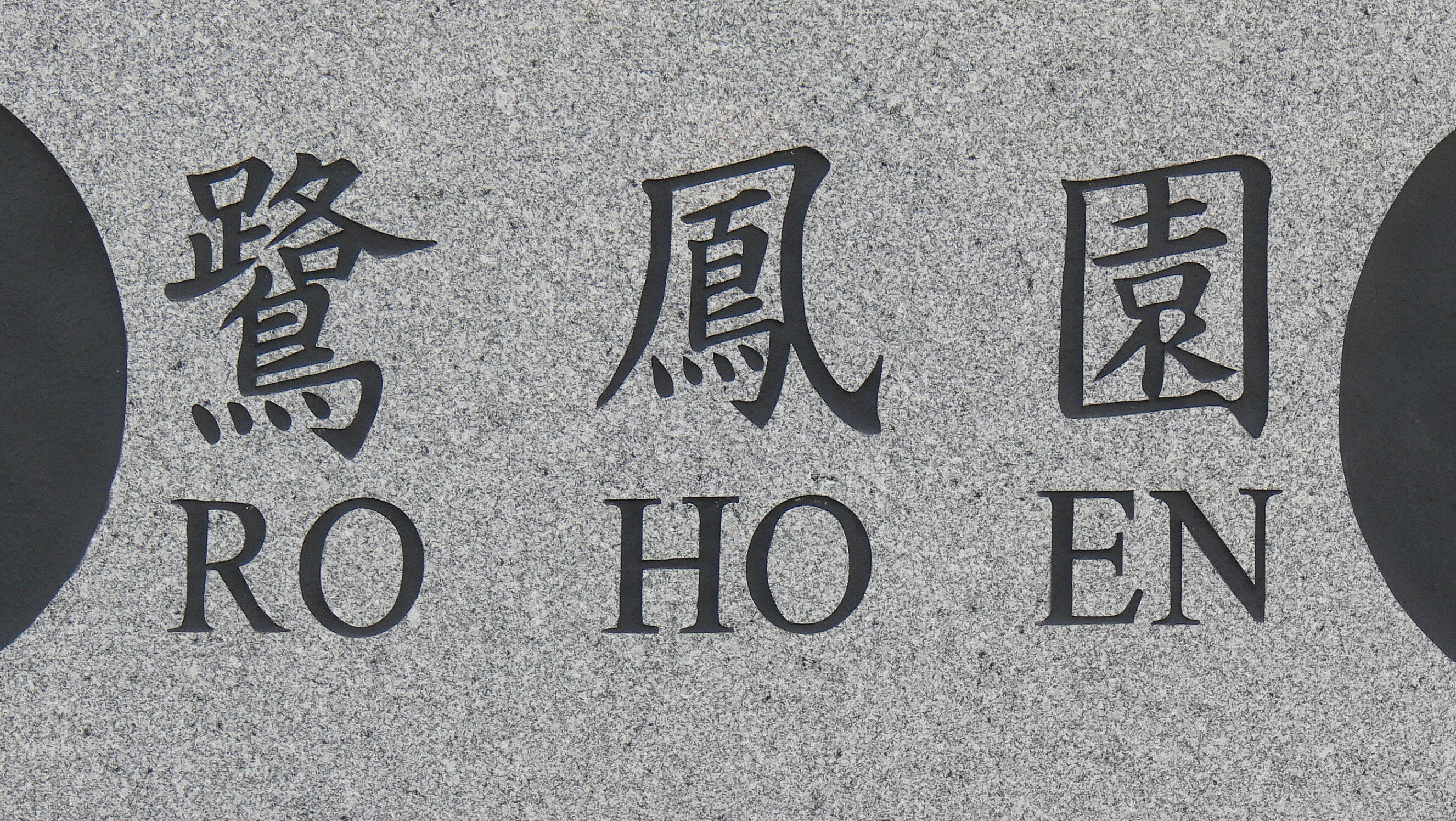
Logo-ul grădinii japoneze Ro Ho En

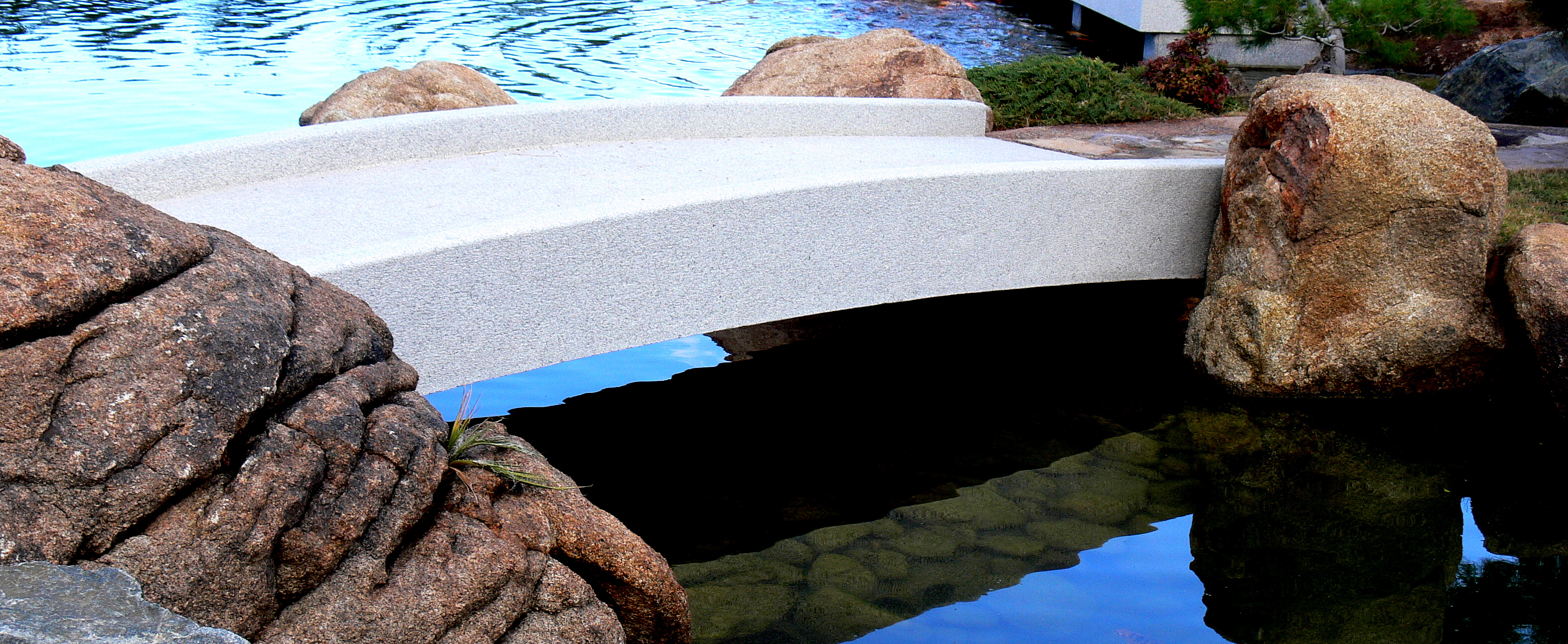
Singurul pod convex din Ro Hō En

RO HO EN, frecvent Ro Ho En, (în engleză,  The Japanese Friendship Garden , în japoneză,  Ro Hō En,  în română,  Grădina japoneză a prieteniei ),  este o grădină japoneză autentică de promenadă/plimbare (cu iaz, insulă și poduri), având elemente caracteristice altor tipuri de grădini japoneze, situată în nordul centrului civic al orașului Phoenix, comitatul Maricopa, statul Arizona, Statele Unite ale Americii.

## Numele grădinii
Ro Ho En este o combinație a trei kanji din limba japoneză.  Ro (鷺?) înseamnă stârc, pasărea simbol a orașului Himeji. Shira Sagi Jou, cunoscut și sub numele de Castelul Stârcului Alb, este un castel medieval din Himeji, care are peste 300 de ani. Ho (鳳 Hō?) este semnul kanji pentru pasărea mitică Phenix (sau Phoenix), iar characterul En (園?) înseamnă grădină.

## Istoric
„Grădina japoneză a prieteniei, numită Ro Ho En, este un proiect comun între orașul Phoenix [City of Phoenix] și orașul înfrățit Himeji, Japonia.  Primarul orașului Himeji, Matsuji Totani, a propus grădina în 1987 pentru a cimenta relațiile de prietenie dintre Japonia și Statele Unite și, în particular, dintre oamenii din Himeji și Phoenix. 
 
Asociația contractorilor de grădinărit și construit din Himeji a fost formată pentru scopul unic de a proiecta și realiza Grădina.  În anii care au urmat, grupul de specialiști a făcut zeci de vizite pentru a selecționa un loc [pentru Grădină], a studia solul și condițiile climatice, a determina plantele cele mai potrivite, a alege rocile [locale] cele mai nimerite și a veghea asupra detaliilor construcției.
 
Pavilionul de ceai și împrejurimile sale au fost terminate în noiembrie 1996, la cea de-a 20-a aniversare a stabilirii relației de orașe înfrățite.  Proiectul constă din prezentarea unui [complex constând din] o grădină de promenadă, o grădină pentru ceremonialul ceaiului, o grădină de roci și o grădină de curte interioară.  Toate elementele decorative care se pot vedea în grădină, precum și miile de ore necesare pentru a designa și a superviza [realizarea grădinii] sunt cadouri ale orașului Himeji și ale cetățenilor săi.”
Traducerea a fost făcută, în spiritul limbii române, după originalul de mai jos (prezent pe web site-ul grădinii Ro Ho En ).
„The Japanese Friendship Garden, named Ro Ho En, is a joint project of the City of Phoenix and our Sister City Himeji, Japan. Himeji Mayor, Matsuji Totani proposed the garden in 1987 to cement the bonds of friendship between Japan and the United States and particularly between the peoples of Himeji and Phoenix. 
 
The Himeji Gardening and Construction Contractors Association was formed for the specific purpose of designing and constructing the Garden. In the ensuing years, the group has made dozens of visits to select the site, investigate soil and climactic conditions, determine suitable plantings, select rock, and oversee construction details.
 
The teahouse and surrounding tea garden were completed in November 1996, the 20th anniversary of our Sister City relationsihp. The project features a stroll garden, tea garden, a stone garden, and a courtyard garden. All of the decorative features that you see in the garden and the hundreds of thousands of hours required to design and guide its construction are gifts from the City of Himeji and its citizens.”

## Orașele înfrățite Himeji și Phoenix
Rod al colaborării orașelor înfrățite Himeji din prefectura Hyōgo, Japonia și The City of Phoenix (denumirea oficială a orașului), construcția grădinii Ro HO EN a demarat la începutul anilor 1980, fiind un proiect de lungă durată, aflat în continuă îmbunătățire și transformare.

## Scurtă descriere
Aflată în centrul civic al orașului Phoenix, acoperind o suprafață de aproximativ 1,42 hectare, sau 3.5 acri, grădina conține, printre altele,  diferite specii de arbori și plante (lemnoase și ierboase), roci decorative, o plajă stâncoasă, un lac cu pești ornamentali (carași japonezi colorați, cunoscuți sub numele colectiv de koi), mai multe insule, o cascadă, un râu, multiple poduri și o casă a ceaiului, aflată în mijlocul unei grădini separate, dedicată de asemenea ceremoniei ceaiului.
Alături de pavilionul ceaiului, actualmente există alte două pavilioane, care fuseseră în construcție, dar care sunt acum terminate, unul care adăpostește facilități curățare și recreere, iar celălalt care este dedicat privirii grădinii dintr-un punct de belvedere, din care grădina se relevă în maxima sa frumusețe.

## Tipul de grădină
De fapt, RoHoEn prezintă, pe suprafața sa, mai multe tipuri de grădini japoneze, așa cum sunt grădina japoneză de plimbare/promenadă, grădina cu iaz, grădina de ceai (cu al său pavilion de ceai), grădina de imitare a unei peisaj natural (partea sa de pădure), grădina de curte interioară (situată chiar în dreptul porții de intrare, într-o incintă separată) și  chiar o grădina de roci (plaja simulată, realizată cu pietre tipice de râu, netezite, de culoare gri-albăstrui).  De altfel, aceasta a fost și intenția originală a designerilor japonezi ai grădinii, originari din orașul Himeji, din prefectura Hyōgo, oraș înfrățit cu orașul Phoenix, statul  Arizona.

## Galerie de imagini

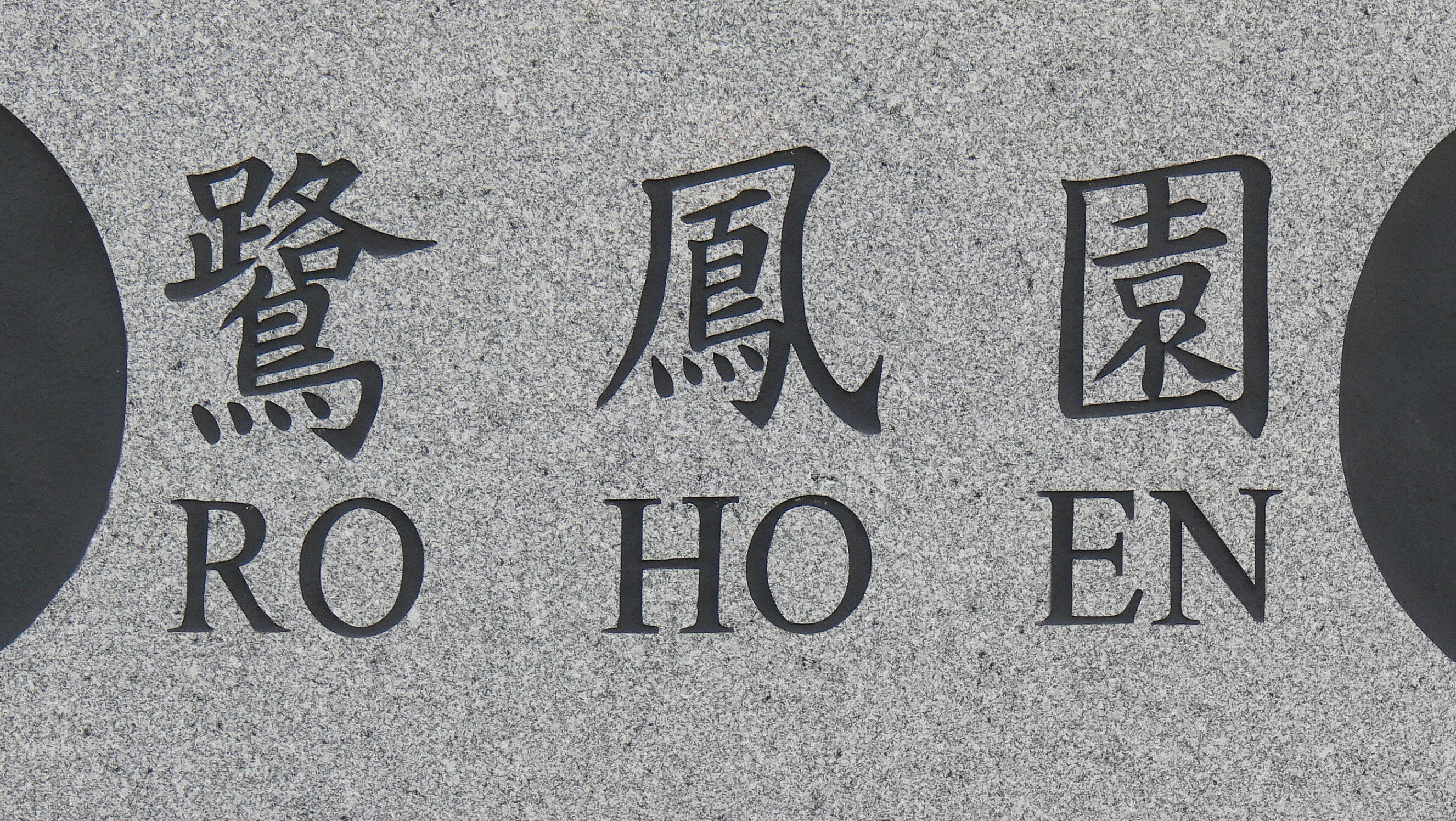
RO HO EN - logo
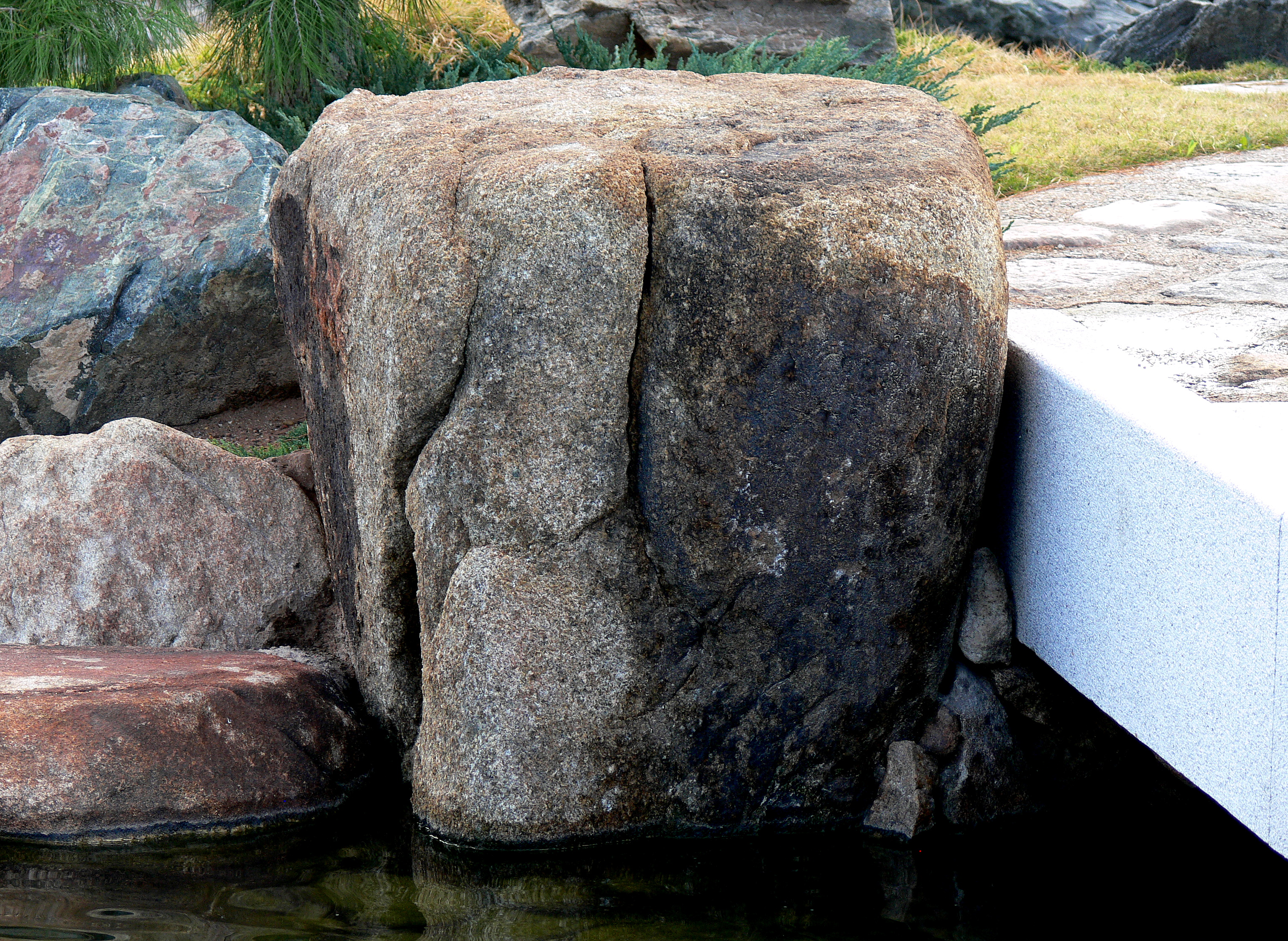
RO HO EN - Rocă aproape cubică, aflată lângă unul din podurile din grădină
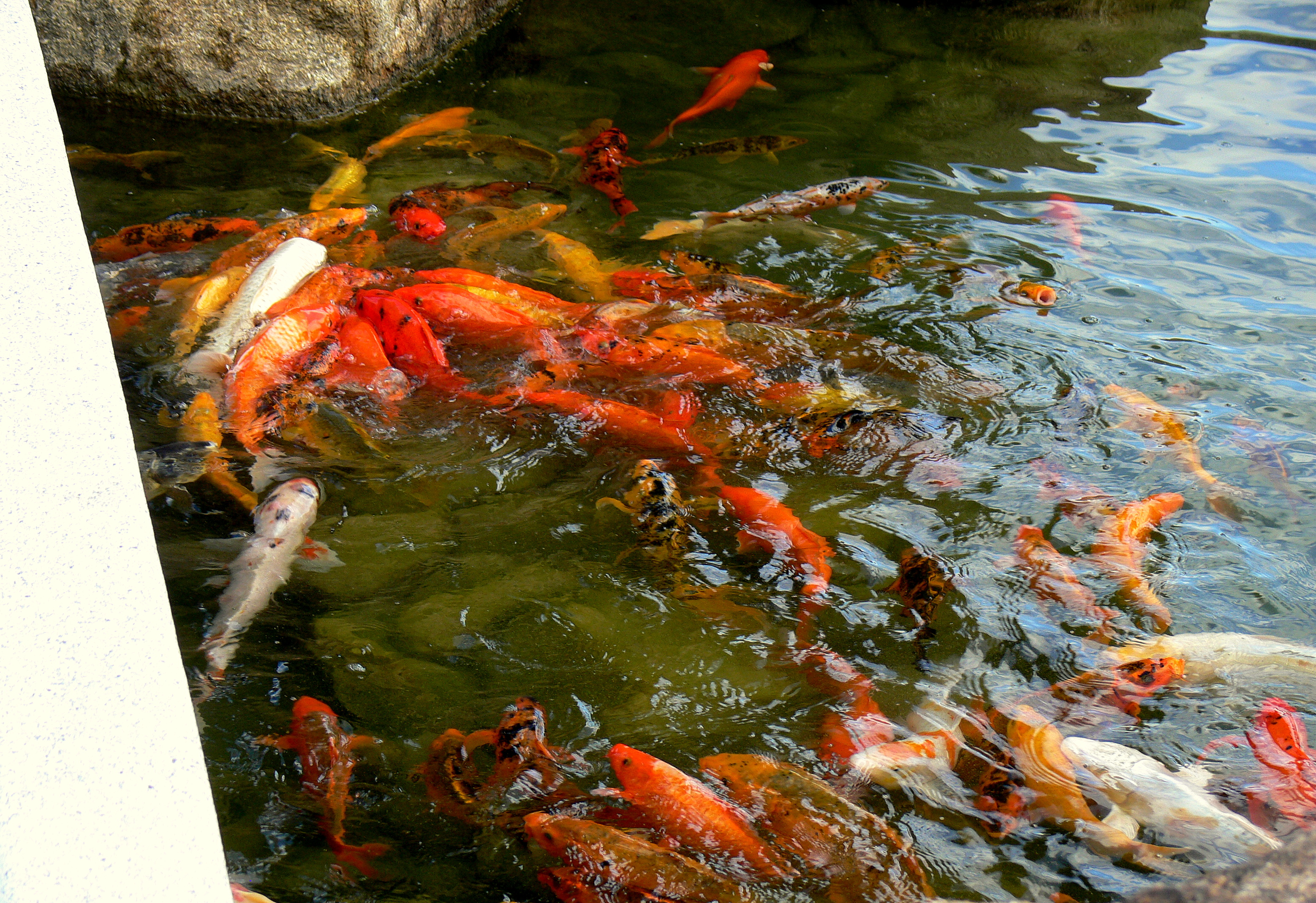
RO HO EN - Peşti ornamentali koi
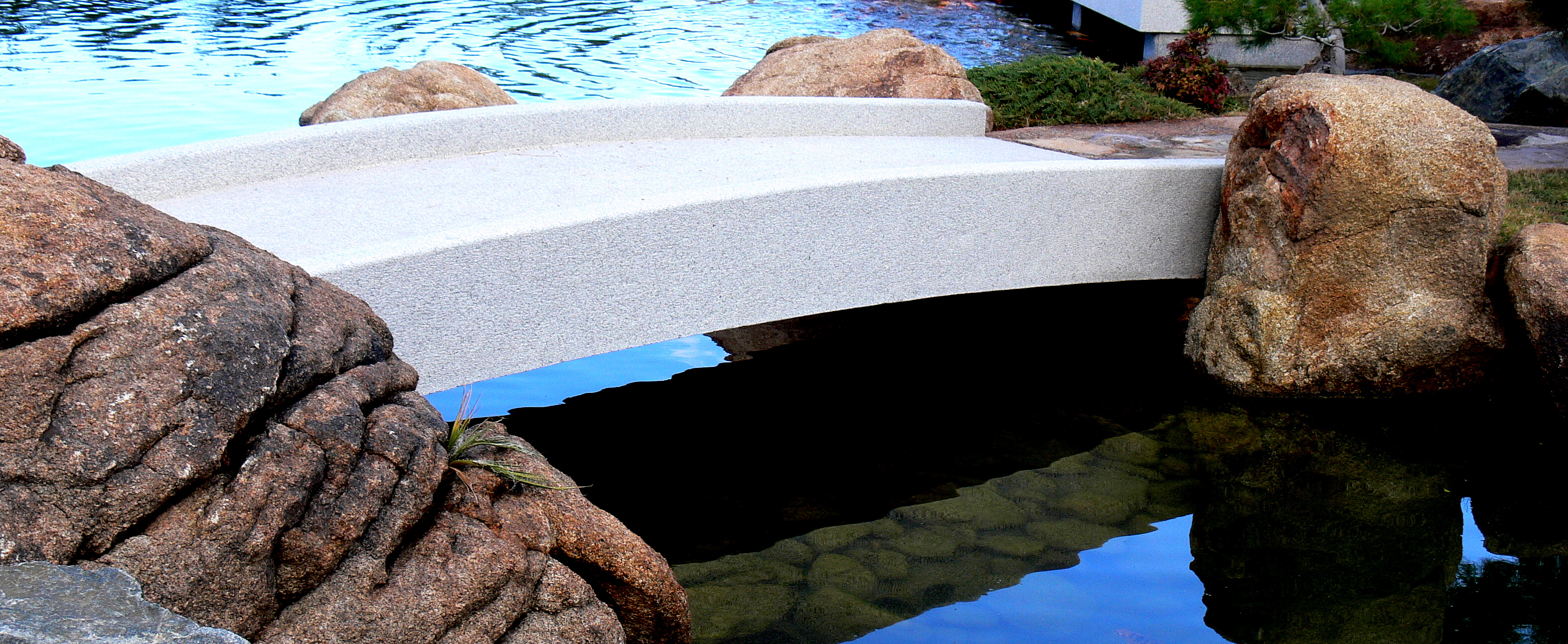
RO HO EN - Singurul pod arcuit din grădină
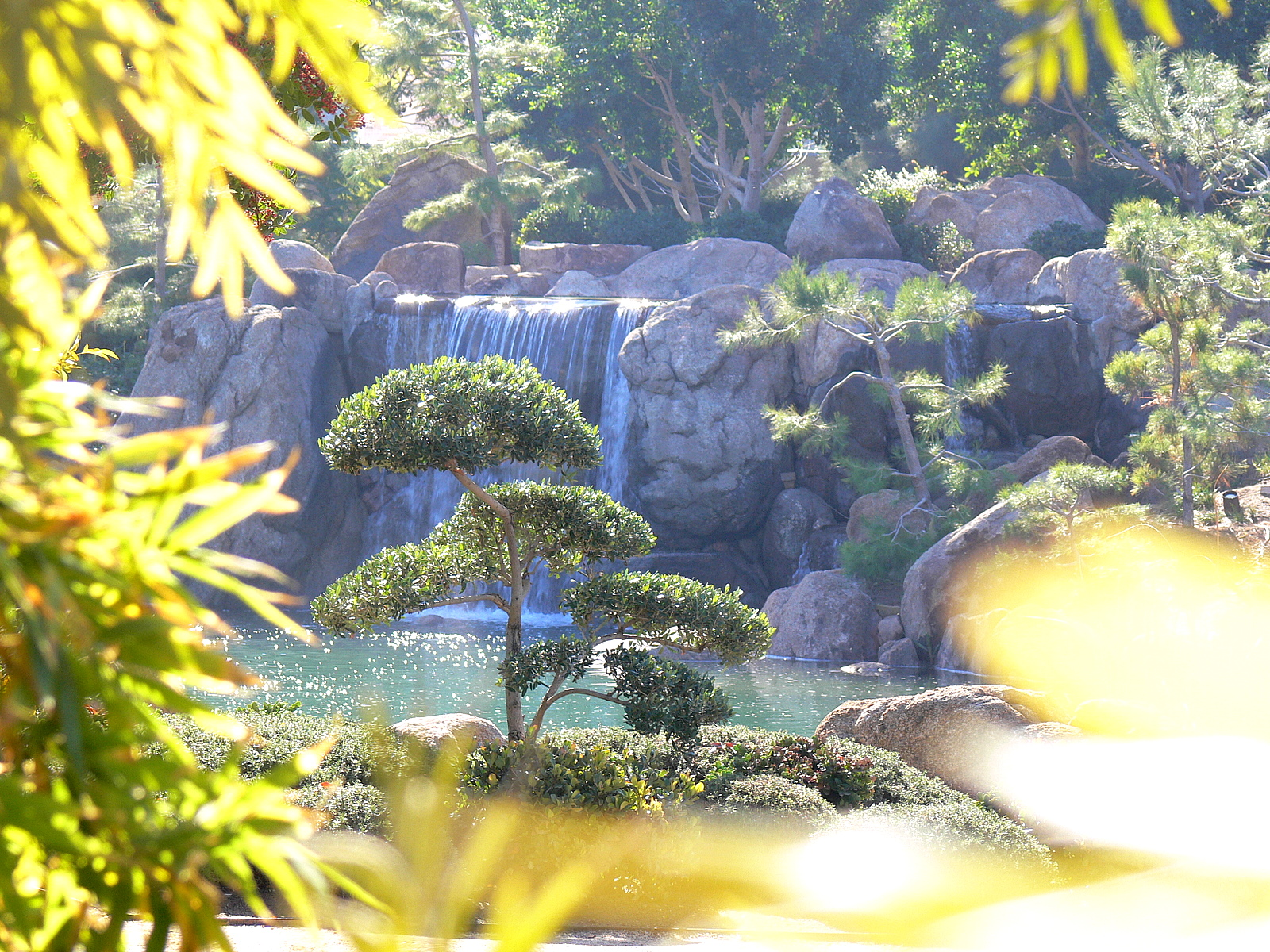
RO HO EN - Cascada din grădină
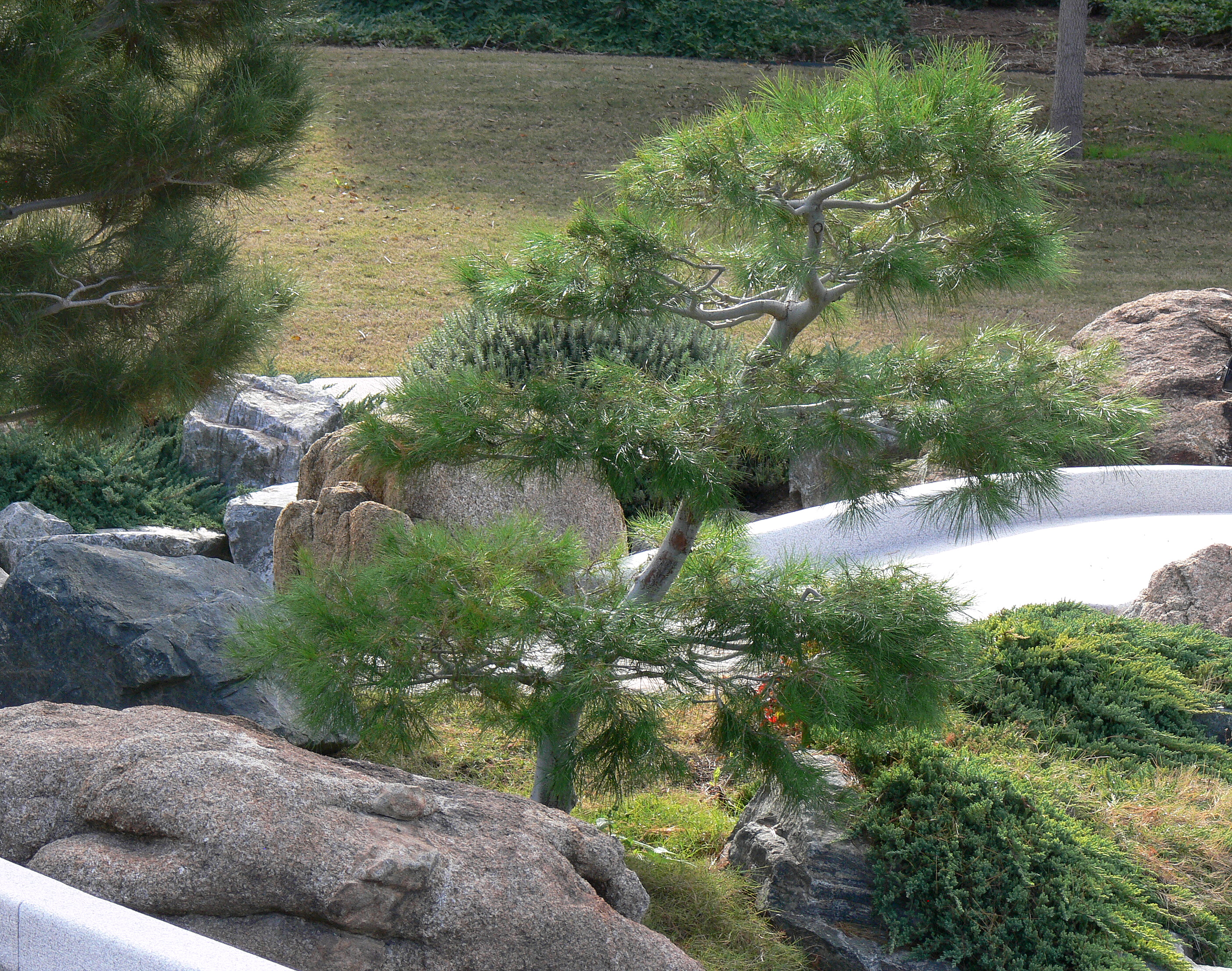
Conifer crescut în stilul penjing pe una din insulele grădinii
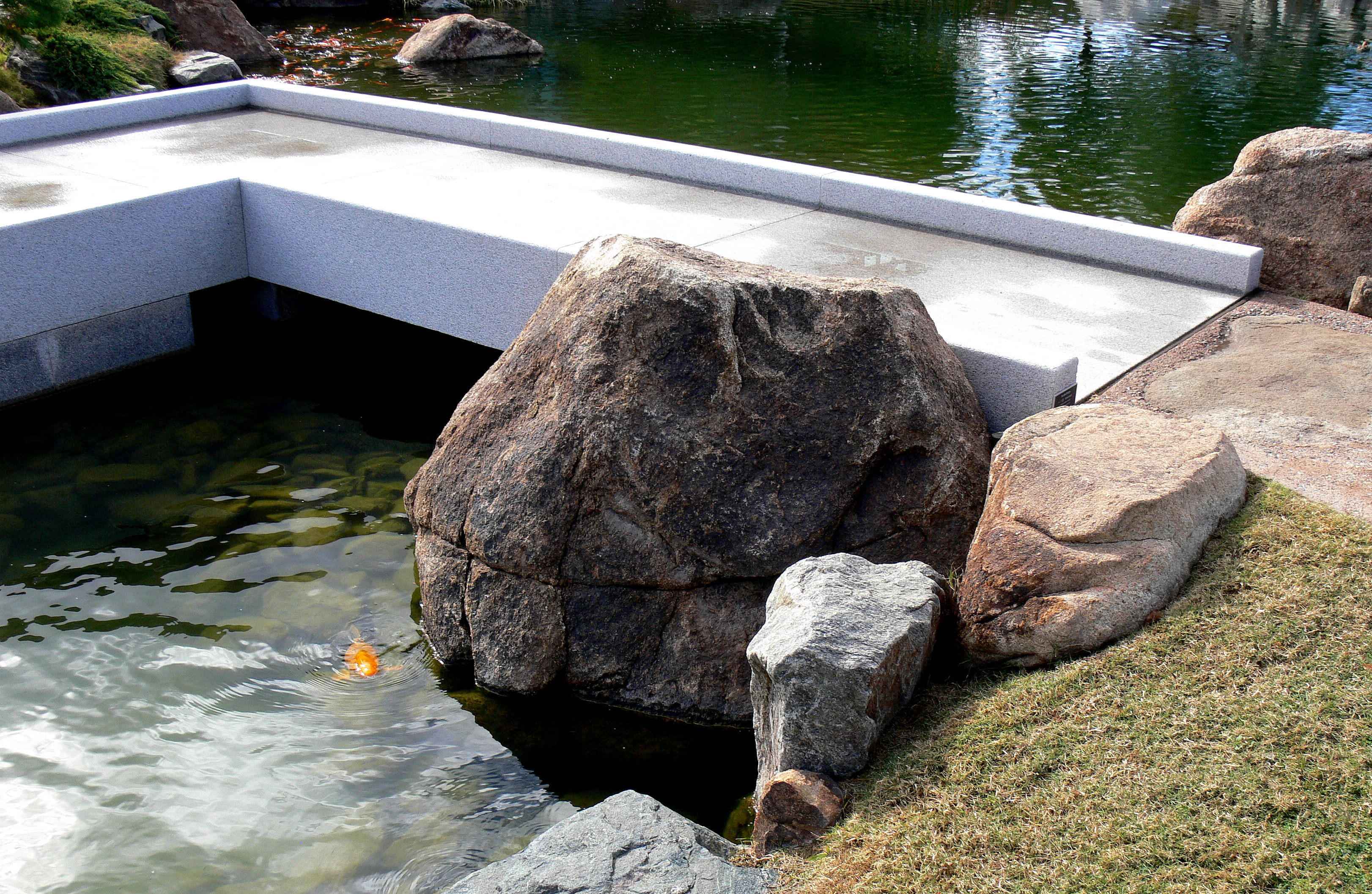
RO HO EN - Pod în forma literei L
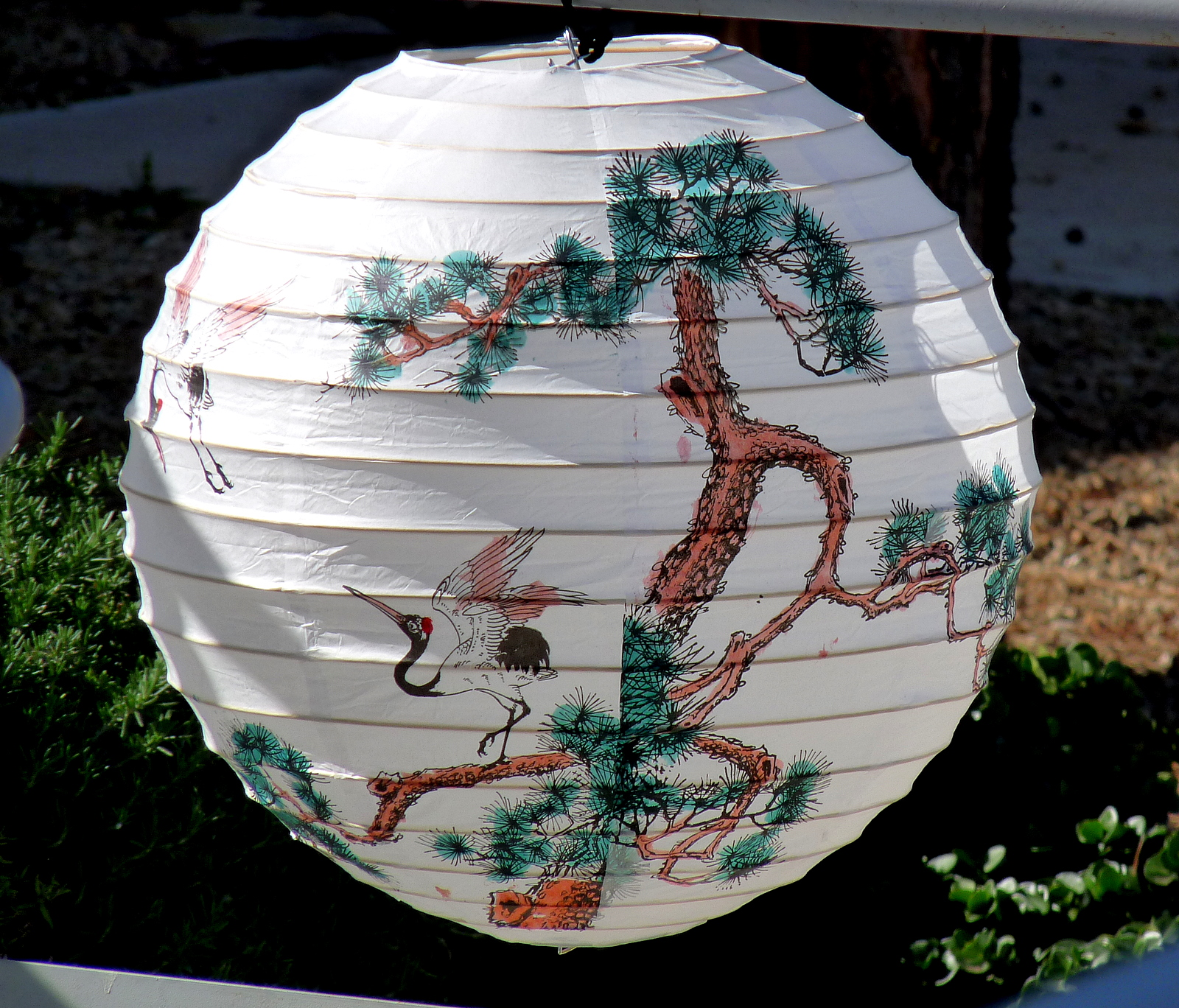
RO HO EN - Lampion pictat la intrarea în Ro Ho En, Phoenix, Arizona